# Scripofilie

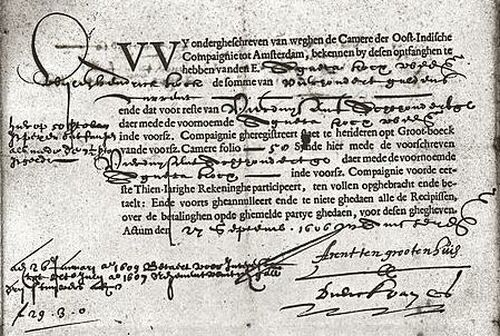
Een van oudste nog bekende aandelen van de VOC uit 1606

Scripofilie is het verzamelen van oude waardepapieren die geen reële economische waarde meer hebben.
Dit zijn veelal oude certificaten van aandelen of obligatieleningen. Deze zijn vaak zeer fraai uitgevoerd.
De hobby is ontstaan in de jaren zeventig/tachtig van de vorige eeuw. Binnen de scripofilie worden een aantal populaire verzamelthema's onderscheiden:
- Chinese staatsobligaties
- Russische spoorwegobligaties
- Amerikaanse spoorwegaandelen en -obligaties

Maar ook andere thema's zijn mogelijk. De hobby is relatief onbekend (dit in tegenstelling tot het verzamelen van postzegels of bankbiljetten), waardoor de prijzen nog steeds relatief laag zijn.